# A Distant Trumpet
A Distant Trumpet (bra: Um Clarim ao Longe; prt: A Carga da Brigada Azul) é um filme norte-americano de 1964, do gênero faroeste, dirigido por Raoul Walsh, com roteiro de John Twist, Richard Fielder e Albert Beich baseado no romance homônimo de Paul Horgan.

## Sinopse
Envolvido em triângulo amoroso, tenente da cavalaria vê sua situação se complicar quando sua noiva vem vê-lo e precisa enfrentar um ataque dos índios.

## Elenco principal
- Troy Donahue ... tte. Matthew Hazard
- Suzanne Pleshette ... Kitty Mainwarring
- Diane McBain ... Laura Frelief
- James Gregory ... gen. Alexander Upton Quaint
- William Reynolds ... ten. Teddy Mainwarring
- Claude Akins ... Seely Jones
- Kent Smith ... Secretário da Guerra

## Prêmios e indicações
- BAFTA

Indicado ao UN Award[carece de fontes?]